# Parafia św. Jana Pawła II w Bydgoszczy
Parafia świętego Jana Pawła II w Bydgoszczy – rzymskokatolicka parafia w Bydgoszczy, erygowana w 2011 roku. Należy do dekanatu Bydgoszcz V. Jest to pierwsza parafia pod tym wezwaniem w diecezji bydgoskiej.
Z dniem 28 sierpnia 2024 r. zgodnie z dekretem biskupa bydgoskiego Krzysztofa Włodarczyka parafia została połączona z parafią Matki Boskiej Królowej Męczenników w Bydgoszczy na zasadzie inkorporacji (parafia św. Jana Pawła II stała się częścią składową parafii Matki Boskiej Królowej Męczenników w Bydgoszczy).